# Тролль гнёт ель
«Тролль гнёт ель» (вариант на англ. Troll Bends Fir) — российская фолк-рок-группа из Санкт-Петербурга. Основа творчества «Тролль гнёт ель» — скандинавские фольклорные и прибалтийско-финские мелодии, стилизованные под хард-роковые риффы. Тексты на русском и английском языках также повторяют стилистику скандинавских народных — они представляют собой забавные истории со средневековыми персонажами, весёлыми гномами и алчными троллями. Сами участники определяют свой стиль как «пивной фолк».

## История создания коллектива
В конце лета 1999 года Константин «Тролль» Румянцев покинул коллектив «Nomans Land», желая организовать собственный проект. Вместе с Марией «Джетрой» Леоновой они начали работу над материалом, за осень-зиму 1999—2000 годов оформив первые 6—7 песен.
Весной 2000 года к коллективу присоединился ударник Сергей «Белый» Воеводин, а осенью — басист Борис Сенькин.
В период с 2001 года по 2003 год скрипачами в «Тролль гнёт ель» были Рустам Маминов, Сергей Кувин, Екатерина Ложкомоева, Анна Фомина.
В начале 2003 года группа записывает свой первый релиз, который за полгода разошёлся тиражом более 5000 экземпляров.
В конце лета 2011 года группа записывает свой пятый полнометражный альбом, объединяющий два ранее вышедших мини-альбома «Октоберфест» и «Хмъёльнир». В него также вошла одна новая песня «Хумппа по соседству», записанная с участием Йонне Ярвеля из финской группы Korpiklaani на четырёх языках. К этому альбому был представлен клип на песню «Ave Celia!».
19 мая 2013 года коллектив сообщил о создании нового альбома «Хмельное сердце», презентация которого состоялась осенью 2013 года. В феврале-марте 2014 года группа выступала с новым альбомом по городам России.
В июне 2021 группа открывала сезон на фолк-фестивале «Дубовик».

## Состав

### Текущие участники
- Константин «Тролль» Румянцев — гитара, вокал
- Ольга «Марта» Сайко — вистл, волынка, вокал
- Александр Астрократов — бас-гитара
- Мария Лебедева — скрипка
- Джеймс Берфорд — ударные

### Бывшие участники
- Алексей «Алекс» Семенов — ударные
- Алексей «Элиас» Местер — скрипка
- Анна Фомина — скрипка (2002—2007)
- Борис Сенькин — бас (2000—2007)
- Никита Петров — ударные (2004—2006)
- Сергей Воеводин — ударные (2000—2004)
- Сергей Кувин — скрипка, мандолина
- Рустам Маминов — скрипка
- Сергей Рубцов — ударные
- Светлана Сулимова — скрипка
- Алексей «Эйнар» Магин — ударные
- Мария «Джетра» Леонова — вистл, вокал, волынка (2000—2024)
- Сергей «Скъёльди» Немтинов — бас-гитара (2007—2022)
- Георгий «Гоблин» Леонидзе — ударные (2019—2022)
- Андрей «Энди» Теппер — скрипка
- Андрей «Лукич» Лукин — ударные

## Дискография

### Альбомы
- 2003 — Тролль гнёт ель
- 2005 — Праздник Похмеляйнен
- 2007 — Конунг Хмель
- 2009 — 1516/Орден Пресветлого Хмеля
- 2011 — Братья во хмелю
- 2013 — Хмельное сердце
- 2016 — Карьялали
- 2018 — Лабиринт троллей
- 2020 — Пиво, пиво
- 2022 — Девять
- 2023 — Хмель его хранил

### Мини-альбомы
- 2010 — Октоберфест
- 2011 — Хмъельнир

### Синглы
- 2021 — В плену грибов
- 2021 — Я люблю зелёный
- 2022 — Оседлай дракона
- 2022 — Headball

## Видеография
- 2008 — Пивоварня Ульва (при участии группы «Король и Шут»)
- 2012 — «Ave Celia!»
- 2012 — «Жопотряс»
- 2017 — «Выпить залпом!»
- 2018 — «Карьяллтролль»
- 2021 — «Я люблю зелёный»
- 2022 — «Headball»
- 2022 — «Фру Маннелиг»

## Совместные проекты
- В 2008 году совместно с лидером группы «Король и Шут», Михаилом «Горшком» Горшенёвым, была перезаписана песня «Пивоварня Ульва»
- Константин «Тролль» Румянцев принимал участие в записи метал-опер «Эльфийская рукопись: Сказание на все времена» и «Сокровище Энии» группы «Эпидемия». В них он исполнил партии гнома Дрогбара.
- Совместно с группой «Альфа-Стрекозы» была записана песня «Чернокнижник» для одноимённого альбома.
- Совместно с группой «Алатырь» вокалистами группы записана песня «Гимн Вину» для оперы «Ученик Смерти».
- Совместно с группой «Garlic Kings» была записана песня «Мертвая шлюха».
- Совместно с вокалистом группы «Korpiklaani» Йонне Ярвеля записана песня «Хумппа по соседству» и «Медведь Йонне». Так же группа записала кавер для сборного альбома каверов на песню Korpiklaani «Beer Beer» под названием «Пиво Пиво».